# D. Bernard Amos
Dennis Bernard Amos (Bromley, 16 de abril de 1923-Durham (Carolina del Norte), 15 de mayo de 2003) fue un inmunólogo británico.

## Biografía
Nació en Bromley.
 La National Academies Press nombró a Amos "uno de los científicos más distinguidos de la genética de la individualidad del siglo XX". En 1969, Amos y el Dr. David Hume fundaron el primer programa regional de intercambio de órganos en los Estados Unidos. Amos hizo importantes contribuciones en inmunogenética, inmunidad tumoral e inmunología de trasplantes.
Fue presidente de la Asociación Estadounidense de Inmunólogos, presidente y fundador de la Sociedad Internacional de Trasplantes, y cofundador y editor en jefe de la revista Human Immunology. Amós fue elegido miembro de las Academia Nacional de Ciencias. Recibió el Premio 3M de FASEB (Federation of American Societies for Experimental Biology), el Premio Rose Payne a la Ciencia Distinguida de la Sociedad Estadounidense de Histocompatibilidad e Inmunogenética, y el Premio a la Carrera de Investigación del Institutos Nacionales de Salud. Fue galardonado con el Premio Golding Bird en Bacteriología y la Medalla de Oro Leonard Luubock. Fue profesor de inmunología y cirugía experimental en la Universidad Duke de 1962 a 1993.